# GALEX (人工衛星)
GALEX (Galaxy Evolution Explorer) は2003年4月28日に打ち上げられたNASAのSMEX計画の7番目の観測衛星となる紫外線宇宙望遠鏡である。ペガサスXLによって高度697km、軌道傾斜角29度の地球軌道上に投入された。
ファーストライトは2003年5月21日に撮影されたヘルクレス座方向の画像で、スペースシャトル・コロンビア号の乗組員に捧げられた。同年に事故を起こしたコロンビア号の最後の交信が、2月1日8:59 (EST) のテキサス上空ヘルクレス座方向であった。
GALEXは4年間の初期ミッションの間に1000万個の銀河を含む星図を作成し、2008年から延長ミッションに入った。2010年には搭載された2つの検出器のうち片方が運用終了となり、近紫外線の波長帯のみで観測を続けた。2012年2月、GALEXはスタンバイモードに切り替えられ、2012年中には完全に退役する予定となっていたが、2012年5月に、GALEXの運用をカリフォルニア工科大学へ移管して民間資金で運用を継続することになったと発表した
。

2013年6月28日に、NASAはGALEXに最後のコマンドを送って退役させた。